# Грязов, Андрей Борисович
Андрей Бори́сович Гря́зов (5 декабря 1961, г. Мары Туркменской ССР) — украинский поэт, врач, издатель и культуртрегер. Проживает на Украине в Киеве, является членом Национального союза писателей Украины, организатор Международного фестиваля Каштановый дом, главный редактор литературного альманаха «Каштановый Дом», глава жюри Международного фестиваля «Поэтическая Лига», основатель Премии им. Андрея и Арсения Тарковских в области поэзии и кинематографа, главный редактор журнала «Лимузин», основатель театра «ПоэТ». В 1979 поступил в медицинский институт в г. Оренбурге. В 1984 перевелся в Киев. В 1985 году закончил Национальный медицинский университет имени А. А. Богомольца и был распределен в киевский институт нейрохирургии. С 1986 по 1988 проходил срочную службу военным врачом в ВВС, в черниговском летном училище. В 1989 вернулся в институт нейрохирургии. С 1996 по 2003 год заведовал отделением Магнитно-резонансной томографии в больнице скорой медицинской помощи. С 2003 года работает в Институте нейрохирургии им. А. П. Ромоданова. С 2010 года заведующий отделением радионейрохирургии. Доктор медицинских наук.

## Творчество
Печататься начал с 1981 года, будучи студентом медицинского института в г. Оренбурге, в газете «Советский медик». Позже в областной газете. Выступал на областном радио Оренбурга.
С 2000 года член союза писателей Украины. В 2005 году организует фестиваль «Каштановый дом» и начинает выпускать одноименный альманах. В 2007 году на фестиваль приезжают Марина Тарковская. Дата обращения: 16 марта 2020., Маргарита Терехова,Александр Гордон и Вячеслав Амирханян. На пресс-конференции РИА объявлено о учреждении премии имени Арсения и Андрея Тарковских в области поэзии и кинематографа. Премия была учреждена Международным поэтическим фестивалем «Каштановый дом», фондом Тарковских, при поддержке корпорации «ИСД» и была создана для поддержки и развития лучших образцов классической современной поэзии, а также возрождения лучших традиций авторского художественного и документального кино России и Украины.
В фестивале приняли участие Белла Ахмадулина, Иван Жданов, Светлана Кекова, Сергей Гандлевский, Евгений Цымбал, Ада Роговцева, Юрий Назаров, Борис Барский, Сергей Джигурда, Дмитрий Бураго и др.
Андрей Грязов входит в редколлегию журнала «Радуга», в разные годы был членом жюри различных конкурсов, в том числе «Пушкинская осень», «Славянские традиции», «Международного литературного Волошинского конкурса», в 2011 году был председателем жюри Всеукраинского конкурса детской поэзии имени Иосифа Курлата «Джерельце». Является, наряду с Андреем Коровиным автором идеи Волошинского фестиваля в Коктебеле. Неизменный куратор киевского фестиваля «Киевские лавры».
С 2001 года Андрей Грязов член редколлегии поэтического сайта www.poezia.ru.
С 2012 года член Союза писателей XXI века и руководителем киевского театра «ПоэТ». Издает поэтическую серию «Каштановый дом».
С 2013 года член Международного ПЕН-клуба.

## Достижения
Андрей Грязов лауреат многих премий, в том числе Премии им. Ю.Долгорукого (за книгу стихов «Джаз», 2005 г.), премии Национального союза писателей Украины имени Н.Ушакова (за книгу «Точка слуха», 2009 г.) премии им. А. С. Грибоедова (2010 г.), премии газеты «Поэтоград» (2012 г.), премии «Петрополь». Архивировано из оригинала 14 июля 2014 года. (2014 г.) и премии им. Л. Н. Вышеславского (2015 г.)
Андрей Грязов один из основоположников магнитно-резонансной томографии и радионейрохирургии на Украине.
Публикации в периодических изданиях Украины, России, США, Германии, Израиля и т. д. Стихи переведены на украинский, английский, французский и немецкий языки.
Иван Жданов в предисловии к книге «Роса» Андрея Грязова написал:
«…Афористичный стиль, принятый поэтом, требует от него не банального содержания, а темы с какими он имеет дело, вырастают из обыденного, но после того как они продуманы, пережиты, выстраданы, они становятся захватывающими, как неожиданное приключение, которое хочется перечитывать снова и снова. Многие его строки могли бы стать достойными эпиграфами к таким же приключениям. Изнанка обыденности вдруг оборачивается лицевой стороной неожиданного образа, тонкого замечания, грустной серьезности. Она уже захвачена врасплох и переливается всеми цветами единственности и неповторимости…»
Андрей Грязов печатается как поэт с 1981 года. Автор книг стихов: Перекресток. Киев: Байда, 1994; Каштановый дом. Киев: Байда, 1997; Подсвечники. /Предисл. В. Дробота. Киев: Байда, 1998; На ладони. /Предисл. К. Квитницкой. Киев: Байда, 2000; На ладони. Санкт-Петербург: Геликон плюс, 2001; Мой берег. / Предисл. Л. Давиденко. Киев: Байда, 2001; Муравей тишины. Киев: Радуга, 2004; Джаз. /Предисл. Михаила Красикова. Харьков: ТО Эксклюзив, 2005; Точка Слуха / Предисл. Михаила Красикова. Харьков: ТО Эксклюзив, 2008; Роса. /Предисл. Ивана Жданова. Киев: Байда, 2011; Доктор Будьздоров. / Киев: РИА, 2013.
Печатался в журналах «Дружба народов», «Поэзия», «Сталкер» (Россия), «Новый журнал» (Нью-Йорк), «Аталанта» (США), «Крещатик», «Зарубежные записки» (Германия), «Таллинн» (Эстония), «Радуга», «Соты», «Ренессанс» (Киев), «Склянка часу», «Девятый скиф», «Ковчег» (Украина), «Зинзивер», «Дети Ра» и др.
Стихи включены в антологии «Киев. Русская поэзия. XX век» (Мюнхен), «Русская поэзия Украины» (Киев), «Песни Южной Руси» (Донецк), «Земляки» (Москва), «Самое время» (Москва).
Публикации в периодических изданиях Украины, России, США, Германии, Израиля и др. Стихи переведены на украинский и немецкий языки.